# 托爾比約恩·舒爾普
托爾比約恩·舒爾普（Thorbjørn Schierup，1990年6月8日—），是一名出生於丹麥奧胡斯的帆船運動員。身高180公分，體重82公斤。他曾代表國家參加2012年夏季奧林匹克運動會，結果獲得單人小艇雷射型第19名。

## 參賽紀錄
| 年份 | 賽事           | 主辦城市 | 名次   | 項目           |
| ---- | -------------- | -------- | ------ | -------------- |
| 2012 | 奧林匹克運動會 | 倫敦     | 第19名 | 單人小艇雷射型 |

## 外部連結
- Thorbjorn Schierup （页面存档备份，存于） - ISAF